# Cowell
Cowell är en ort i Australien. Den ligger i kommunen Franklin Harbour och delstaten South Australia, omkring 210 kilometer nordväst om delstatshuvudstaden Adelaide. Antalet invånare är 882.
Trakten är glest befolkad. Cowell är det största samhället i trakten. Genomsnittlig årsnederbörd är 443 millimeter. Den regnigaste månaden är juni, med i genomsnitt 80 mm nederbörd, och den torraste är oktober, med 9 mm nederbörd.